# 607
607(육백칠)은 606보다 크고 608보다 작은 자연수다.

## 수학
- 111번째 소수(素數)다. 앞의 소수는 601, 다음 소수는 613이다.
- {\displaystyle 607=197+199+211}
  - 연속하는 세 소수(素數)의 합으로 나타낼 수 있으며, 이 성질을 지닌 앞의 수는 589, 다음 수는 633이다.

## 과학
- NGC 607: 고래자리 방향에 있는 미확인 천체.

## 교통
- 고속도로
  - 유럽 고속도로 607호선: 프랑스 디구앵에서 샬롱쉬르손까지 이어지는 유럽 고속도로.
- 기타 도로
  - 607번 지방도: 충청남도 서천군 비인면에서 보령시 신흑동까지 이어지는 대한민국의 지방도.
  - 현도 제607호선

## 군사
- U-607(영어판, 독일어판): 제2차 세계 대전에 사용된 나치 독일의 군용 잠수함.

## 문화유산
- 대한민국의 보물 제607호: 문경 도천사지 삼층석탑

## 기타
- 날짜: 6월 7일
- 연도: 607년, 기원전 607년